# Phyllachora acalyphae
Phyllachora acalyphae är en svampart som beskrevs av Chardón 1940. Phyllachora acalyphae ingår i släktet Phyllachora och familjen Phyllachoraceae.   Inga underarter finns listade i Catalogue of Life.